# Thomas Thomassen Heftye

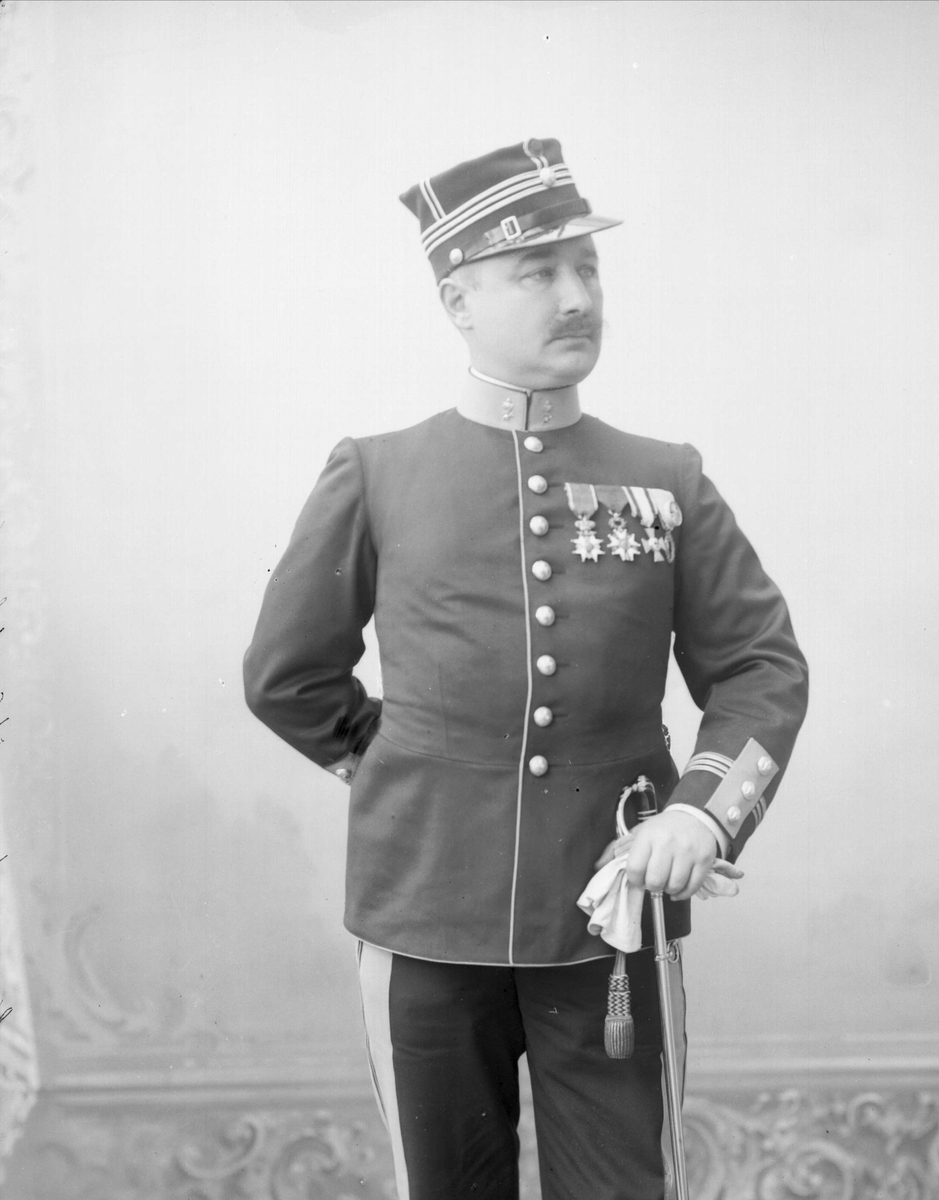
Thomas Thomassen Heftye

Thomas Thomassen Heftye (* 10. April 1860 in Vestre Aker, Norwegen; † 19. September 1921 in Trondheim, Norwegen) war ein norwegischer Offizier und Politiker der Liberalen (Venstre). Er diente zweimal für mehrere Monate in den Jahren 1903 und 1908 als Verteidigungsminister.
Er verstarb mit anderen bekannten norwegischen Persönlichkeiten beim Eisenbahnunfall von Nidareid, der sich im Anschluss an die Eröffnungsfeier für das letzte Teilstücks der Dovrebane ereignete.

## Leben
Heftye war Absolvent der Militärakademie „Krigsskolen“ der Norwegischen Armee in Oslo. Von 1900 bis 1902 diente er für die Norwegisch-Schwedischen Union als Militärattaché in Paris.
Er war ein Mitglied der „Internationalen Kommission für die Überwachung des Plebiszits in Schleswig“, die gemäß Versailler Vertrag die Volksabstimmung in Schleswig im Jahr 1920 durchführte. Die CIS bestand aus dem britischen Präsidenten Sir Charles Marling, dem Franzosen Paul Claudel und dem Schweden Oscar von Sydow. Ein weiterer Sitz stand den Vereinigten Staaten zur Verfügung, wurde aber nicht besetzt.
So war er auch Mitglied des Norwegischen Olympischen Komitees und ebenfalls Mitglied vom Internationalen Olympischen Komitee.

## Ehrungen
- Ritter der Ehrenlegion der Klasse „Chevalier de la Légion d’Honneur“ (Ch. LH), Frankreich
- Ritter des Dannebrogorden der Klasse „Kommandeur“, Dänemark
- Ritter des Sankt-Olav-Ordens der Klasse „Großkreuz“, Norwegen